# Cenogenus fuscoides
Cenogenus fuscoides är en ringmaskart som först beskrevs av Fauchald 1970.  Cenogenus fuscoides ingår i släktet Cenogenus och familjen Lumbrineridae. Inga underarter finns listade i Catalogue of Life.